# هیرن‌فین
هیرنفین (به هلندی: Heerenveen) یک شهرستان در هلند است که در فریسلاند واقع شده‌است.

## خصوصیات
هیرنفین ۱ متر بالاتر از سطح دریا واقع شده‌است.

## خواهرخوانده
شهرهای ریشون لتسیون و باسلگا دی پینه خواهرخوانده‌های هیرنفین هستند.

## ورزش
باشگاه فوتبال هیرنفین در این شهر بنیان‌گذاری شده‌است.